# Cooper Black
Cooper Black és una versió extrabold de Cooper Old Style (també coneguda simplement com a Cooper), una tipografia amb serifs arrodonides innovadores i ascendents llargues dissenyada en 1921.

## Història

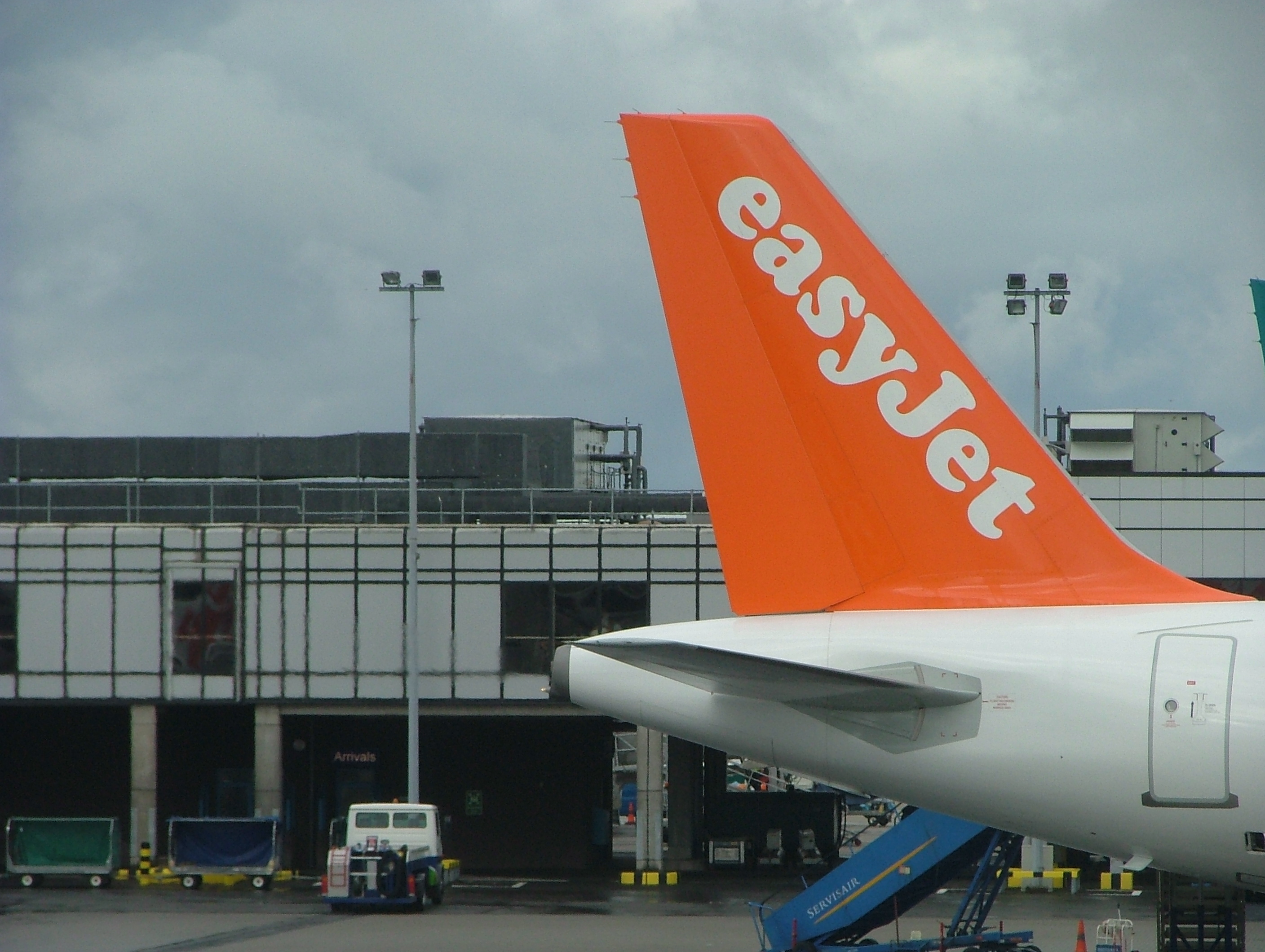
Cooper Black aplicada a la identitat gràfica de la companyia aèria EasyJet (2006)

Cooper Black és una variant de la font tipogràfica dissenyada per Oswald Bruce Cooper en 1921 i distribuïda per la foneria Barnhart Brothers & Spindler en 1922 amb el nom de Cooper Old Style. Cooper Old Style és un tipus de lletra influenciada per l'Art Nouveau, Art Deco i l'Era de la màquina que va ser utilitzada per representar sabates, tractors, caixes i bombetes. Després de 25 anys de silenci va ser rellançada en la dècada del 1960 i es va convertir en un referent de l'època hippie gràcies a la inclusió en la portada del disc dels Beach Boys Pet Sounds (1966). A partir de llavors, i amb el seu nou cos modificat, va ser utilitzada com a símbol del Pop, del rock, la psicodèlia i el hippisme fins a la seva decadència al començament de la dècada del 1980.
Després d'un altre cicle de 25 anys, Cooper Black, està sent rellançada i utilitzada en dissenys actuals. Un exemple del seu ús és la imatge corporativa de EasyJet però també és utilitzada en els còmics de Garfield i portades de revistes tan conegudes com Metropoli atès que és una tipografia considerada impactant, simpaticona i infantil. A Oz Cooper li agradava dir que aquesta tipografia podia satisfer les necessitats dels possibles clients miops. Cooper Black va establir una tendència en els tipus d'anuncis publicitaris que va portar a dissenyadors com Frederic William Goudy (un dels primers mestres de Cooper) a fer el mateix amb els seus propis dissenys tipogràfics (veure Goudy Heavyface).

## Variants

### Cooper Old Style (1919)
Cooper Old Style és un tipus de lletra del text amb serif. Cooper Black és una versió extrabold de Cooper Old Style.

### Cooper Italic (1924)
És una variant cursiva amb caràcters florejats així com amb caràcters alternatius. La versió digitalitzada amb caràcters decoratius va ser llançada, per primera vegada, per Wordshape com Cooper Black Italic amb florituras, dissenyat per Ian Lynam. La versió de Wordshape inclou versions alternatives amb ornaments en el disseny. Wordshape també va llançar una versió sense florituras en 2010 que competeix amb les versions anteriors de Tova, Berthold, i uns altres, encara que es basa en els dibuixos originals de Cooper en lloc de basar-se en les versions digitalitzades de les versions impreses de Cooper Black Italic, ja que aquestes eren versions anteriors.

### Cooper Black Condensed (1925)
És una variant condensada, descrita per Cooper com "condensada, però no atapeïda”. La font condensada és 20% més lleugera que la Cooper Black. Les versions estan disponibles a través de distribuïdores tipogràfiques tals com a Tova i Wordshape.

### Cooper Hilite (1925)
Versió de Cooper Black originalment dissenyada per a la impressió en fons blancs sobre Cooper Black. La foneria Paratipo de Rússia en va fer una versió descuidada en 1993. Existeix una versió millor que és la representació digital directa de l'original de Oswald B. Cooper i va ser desenvolupada per la foneria Wordshape en 2010. La versió Wordshape va acompanyada d'una còpia de Cooper Black que es pot utilitzar per omplir els espais d'incís de Cooper Hilite amb el color a través de capes.

### Cooper Initials (1925)
Cooper Initials és la variant amb lletres cabdals ornamentals dissenyades per al seu ús com capitulessis complementàries.

### Cooper Fullface (1928)
És una variant que Cooper va dissenyar pensant a adaptar la seva tipografia a l'estil Broadway que havia calat en aquesta època. És una resposta a Didot.

### Altres versions
Goudy Heavyface, Rosemary, Oz Black, Ludlow Black, Soap i Pabst Extra Bold va ser dissenyats en resposta a la Cooper Black.